# Ботсфіорд
Ботсфіорд (норв. Båtsfjord) — комуна у фюльке Фіннмарк, Норвегія. Адміністративний центр — містечко Ботсфіорд, яке є єдиним поселенням комуни. За містечком є сучасний аеропорт Ботсфіорд. Норвезький прибережний експрес-пором Гуртігрютен має регулярні заплановані зупинки в містечку Ботсфіорд.
У комуні колись також було декілька інших сіл, та з роками вони були покинуті. Ось деякі з них: Гамнінгберг (покинунуте в 1964), Маккаур (покинуте в 1950-х), Сендфйорд/Ітра Сілтенфйорд (покинуте в 1946), Гамна (покинуте близько 1950), і Нордфйорд (покинуте в 1989).